# Simbabwische Cricket-Nationalmannschaft in Südafrika in der Saison 2004/05
Die Tour der simbabwischen Cricket-Nationalmannschaft nach Südafrika in der Saison 2004/05 fand vom 25. Februar bis zum 13. März 2005 statt. Die internationale Cricket-Tour war Bestandteil der Internationalen Cricket-Saison 2004/05 und umfasste zwei Tests und drei ODIs. Südafrika gewann die Test-Serie 2–0 und die ODI-Serie 3–0.

## Vorgeschichte
Südafrika spielte zuvor eine Tour gegen England, Simbabwe gegen Bangladesch.
Das letzte Aufeinandertreffen der beiden Mannschaften bei einer Tour fand in der Saison 2001/02 in Simbabwe statt.

## Stadien
Die folgenden Stadien wurden für die Tour als Austragungsort vorgesehen und am 15. Juli 2005 bekanntgegeben.
| Stadion                  | Stadt          | Kapazität | Spiele  |
| ------------------------ | -------------- | --------- | ------- |
| Centurion Park           | Centurion      | 22.000    | 2. ODI  |
| Sahara Stadium Kingsmead | Durban         | 25.000    | 2. ODI  |
| Wanderers Stadium        | Johannesburg   | 34.000    | 1. ODI  |
| Newlands Cricket Ground  | Kapstadt       | 25.000    | 1. Test |
| Sahara Oval St George’s  | Port Elizabeth | 19.000    | 3. ODI  |

## Kaderlisten
Simbabwe benannte seinen ODI-Kader am 7. Februar und seinen Test-Kader am 3. März 2005.
Südafrika benannte seinen ODI-Kader am 18. Februar und seinen Test-Kader am 21. Februar 2005.
| Test | Test | ODI | ODI |
| Südafrika | Simbabwe | Südafrika | Simbabwe |
| --- | --- | --- | --- |
| - Graeme Smith (K) - Nico Boje - Mark Boucher (wk) - AB de Villiers - Herschelle Gibbs - Jacques Kallis - Charl Langeveldt - André Nel - Makhaya Ntini - Shaun Pollock - Ashwell Prince - Jacques Rudolph - Monde Zondeki | - Tatenda Taibu (K & wk) - Andy Blingnaut - Elton Chigumbura - Graeme Cremer - Dion Ebrahim - Hamilton Masakadza - Stuart Matsikenyeri - Chris Mpofu - Barney Rogers - Heath Streak - Tatenda Taibu - Brendan Taylor | - Graeme Smith (K) - Nico Boje (VK) - Adam Bacher - Mark Boucher (wk) - AB de Villiers - Herschelle Gibbs - Andrew Hall - Justin Kemp - Charl Langeveldt - Albie Morkel - Makhaya Ntini - Ashwell Prince - Jacques Rudolph - Monde Zondeki | - Tatenda Taibu (K & wk) - Elton Chigumbura - Gavin Ewing - Hamilton Masakadza - Stuart Matsikenyeri - Chris Mpofu - Tawanda Mupariwa - Tinashe Panyangara - Barney Rogers - Heath Streak - Tatenda Taibu - Brendan Taylor - Prosper Utseya - Sean Williams |

## Tour Matches
| 25. Februar Scorecard | Potchefstroom | Combined Gauteng-North West XI 229-7 (50) | – | Zimbabweans 232-3 (44.1) |
|                       |               | Zimbabweans gewinnt mit 7 Wickets         |   |                          |

| 18. – 21. Februar Scorecard | Benoni | Zimbabweans 206 (60.4) & 233 (87.1) | – | Combined Easterns-Northerns XI 275 (71.2) |
|                             |        | Remis                               |   |                                           |

## One-Day Internationals

### Erstes ODI in Johannesburg
| 25. Februar Scorecard | Johannesburg | Südafrika 301-7 (50)           | – | Simbabwe 136 (37.2) |
|                       |              | Südafrika gewinnt mit 165 Runs |   |                     |

### Zweites ODI in Durban
| 27. Februar Scorecard | Durban | Südafrika 329-6 (50)           | – | Simbabwe 198-7 (50) |
|                       |        | Südafrika gewinnt mit 131 Runs |   |                     |

### Drittes ODI in Port Elizabeth
| 2. März Scorecard | Port Elizabeth | Simbabwe 206-8 (50)             | – | Südafrika 207-5 (46.3) |
|                   |                | Südafrika gewinnt mit 5 Wickets |   |                        |

## Tests

### Erster Test in Kapstadt
| 4. – 5. März Scorecard | Kapstadt | Simbabwe 54 (31.2) & 265 (75.2)                 | – | Südafrika 340-3d (50) |
|                        |          | Südafrika gewinnt mit einem Innings und 21 Runs |   |                       |

### Zweiter Test in Centurion
| 11. – 13. März Scorecard | Centurion | Simbabwe 269 (85) & 149 (59.3)                  | – | Südafrika 480-7 (109.5) |
|                          |           | Südafrika gewinnt mit einem Innings und 62 Runs |   |                         |

## Statistiken
Die folgenden Cricketstatistiken wurden bei dieser Tour erzielt.
| Tests              | Tests      | Tests   | Tests   | Tests   | Tests   | Tests   | Tests   | Tests   |
| Batting            | Batting    | Batting | Batting | Batting | Batting | Batting | Batting | Batting |
| Spieler            | Mannschaft | Spiele  | Innings | Runs    | Average | HS      | 100s    | 50s     |
| ------------------ | ---------- | ------- | ------- | ------- | ------- | ------- | ------- | ------- |
| Graeme Smith       | Südafrika  | 2       | 2       | 162     | 81,00   | 121     | 1       | 0       |
| AB de Villiers     | Südafrika  | 2       | 2       | 145     | 72,50   | 98      | 0       | 1       |
| Ashwell Prince     | Südafrika  | 2       | 1       | 139     |         | 139*    | 1       | 0       |
| Hamilton Masakadza | Simbabwe   | 2       | 4       | 125     | 31,25   | 47      | 0       | 0       |
| Heath Streak       | Simbabwe   | 2       | 4       | 122     | 30,50   | 85      | 0       | 1       |
| Bowling            |            |         |         |         |         |         |         |         |
| Spieler            | Mannschaft | Spiele  | Overs   | Wickets | Average | BBI     | 5W      | 10W     |
| Jacques Kallis     | Südafrika  | 2       | 49.5    | 11      | 9,63    | 4/13    | 0       | 0       |
| Monde Zondeki      | Südafrika  | 1       | 35.3    | 9       | 11,66   | 6/39    | 1       | 0       |
| Graeme Cremer      | Simbabwe   | 2       | 35.5    | 6       | 32,00   | 3/86    | 0       | 0       |
| Makhaya Ntini      | Südafrika  | 1       | 26      | 5       | 18,20   | 3/23    | 0       | 0       |
| Nicky Boje         | Südafrika  | 2       | 59.2    | 5       | 38,60   | 4/106   | 0       | 0       |

| ODIs             | ODIs       | ODIs    | ODIs    | ODIs    | ODIs    | ODIs    | ODIs    | ODIs    |
| Batting          | Batting    | Batting | Batting | Batting | Batting | Batting | Batting | Batting |
| Spieler          | Mannschaft | Spiele  | Innings | Runs    | Average | HS      | 100s    | 50s     |
| ---------------- | ---------- | ------- | ------- | ------- | ------- | ------- | ------- | ------- |
| Graeme Smith     | Südafrika  | 2       | 2       | 167     | 83,50   | 117     | 1       | 1       |
| Justin Kemp      | Südafrika  | 3       | 3       | 139     | 139,00  | 78*     | 0       | 2       |
| Herschelle Gibbs | Südafrika  | 3       | 3       | 136     | 45,33   | 75      | 0       | 0       |
| Jacques Rudolph  | Südafrika  | 3       | 3       | 90      | 30,00   | 50      | 0       | 1       |
| Adam Bacher      | Südafrika  | 3       | 3       | 83      | 27,66   | 56      | 0       | 1       |
| Bowling          |            |         |         |         |         |         |         |         |
| Spieler          | Mannschaft | Spiele  | Overs   | Wickets | Average | BBI     | 5W      | 10W     |
| Albie Morkel     | Südafrika  | 3       | 21      | 5       | 20,80   | 2/23    | 0       | 0       |
| Andrew Hall      | Südafrika  | 2       | 16.2    | 4       | 14,00   | 3/29    | 0       | 0       |
| Chris Mpofu      | Simbabwe   | 3       | 24      | 4       | 40,50   | 3/59    | 0       | 0       |
| Makhaya Ntini    | Südafrika  | 1       | 10      | 3       | 14,00   | 3/42    | 0       | 0       |
| Adam Bacher      | Südafrika  | 3       | 18      | 3       | 21,33   | 2/36    | 0       | 0       |
| Nicky Boje       | Südafrika  | 3       | 29      | 3       | 30,00   | 2/46    | 0       | 0       |
| Barney Rogers    | Simbabwe   | 3       | 12      | 3       | 30,00   | 2/62    | 0       | 0       |
| Prosper Utseya   | Simbabwe   | 3       | 24      | 3       | 42,33   | 3/40    | 0       | 0       |

## Player of the Series
Als Player of the Series wurden die folgenden Spieler ausgezeichnet.
| Serie | Player of the Series |
| ----- | -------------------- |
| Test  | Jacques Kallis       |
| ODI   | Graeme Smith         |

### Player of the Match
Als Player of the Match wurden die folgenden Spieler ausgezeichnet.
| Spiel   | Player of the Match |
| ------- | ------------------- |
| 1. Test | Jacques Kallis      |
| 2. Test | Monde Zondeki       |
| 1. ODI  | Mark Boucher        |
| 2. ODI  | Graeme Smith        |
| 3. ODI  | Justin Kemp         |